# Лейн-Сіті
Лейн-Сіті (англ. Lane City) або Мінерал-Сіті (англ. Mineral City) — поселення в окрузі Вайт-Пайн, штат Невада. Зараз це місто-привид.

## Історія
Шахтарський табір був заснований у 1869 році на захід від Елі, штат Невада, і називався Мінерал Сіті до 1876 року. Оскільки Мінерал-Сіті лежало на центральній сухопутній дорозі, тут зупинялися диліжанси, і до 1872 року в цьому бурхливому місті було поштове відділення та понад 600 жителів. У 1896 році місто було перейменовано на Лейн-Сіті на честь Чарльза Д. Лейна після того, як він придбав компанію Chainman, велике місцеве підприємство з видобутку корисних копалин. Лейн-Сіті продовжувало існувати в ХХ столітті, але станом на 2014 рік місто (розташоване вздовж сучасної US 50) покинуте, і залишилося лише кілька будівель і фундаментів.